# Bataille de la Vistule
Première Guerre mondiale
Batailles
Front d'Europe de l’Est
- Stallupönen (08-1914)
- Gumbinnen (08-1914)
- Tannenberg (08-1914)
- Île d'Odensholm (08-1914)
- Lemberg (08-1914)
- Krasnik (08-1914)
- Komarów (08-1914)
- Lacs de Mazurie (I) (09-1914)
- Przemyśl (09-1914)
- Vistule (09-1914)
- Łódź (11-1914)
- Limanowa (12-1914)
- Bolimov (01-1915)
- Zwinin (02-1915)
- Lacs de Mazurie (II) (02-1915)
- Przasnysz (02-03-1915)
- Schaulen (04-07-1915)
- Gorlice-Tarnów (05-1915)
- Boug (06-08-1915)
- Narew (07-08-1915)
- Novogeorgievsk (08-1915)
- Varsovie (08-1915)
- Sventiany (09-1915)
- Lac Narotch (03-1916)
- Offensive Broussilov (06-1916)
- Offensive de Baranavitchy (07-1916)
- Turtucaia (09-1916)
- Offensive Flămânda (09-1916)
- Argeș (12-1916)
- Offensive Kerenski (07-1917)
- Bataille de Riga (09-1917)
- Opération Albion (09-10-1917)
- Mărășești (08-1917)
- Traité de Brest-Litovsk (03-1918)
- Traité de Brest-Litovsk (03-1918)
- Bakhmatch (03-1918)

Front d'Europe de l’Ouest
Front italien
Front des Balkans
Front du Moyen-Orient
Front africain
Bataille de l'Atlantique
La bataille de la Vistule s'est déroulée du 29 septembre au 31 octobre 1914, peu après la bataille de Tannenberg. Elle a opposé la IXe armée allemande et les Ire et XIIe armées russes.

## Déroulement
Bien que les 19 divisions allemandes de Hindenburg soient très inférieures aux 60 divisions russes, sa IXe armée attaque les Russes à l'ouest de la Vistule, atteignant la rivière au sud de Varsovie, la capitale polonaise, le 9 octobre. L'offensive allemande ralentit trois jours plus tard face à la résistance plus solide des Russes. Hindenburg, qui a déjoué les plans de l'offensive russe en Silésie, exécute alors un repli ordonné et prudent qui débute le 17 octobre. Ses unités ravagent les campagnes sur leur passage. Les armées austro-hongroises, au sud de Hindenburg, progressent également face aux Russes jusqu'à ce qu'elles soient contraintes de se replier.

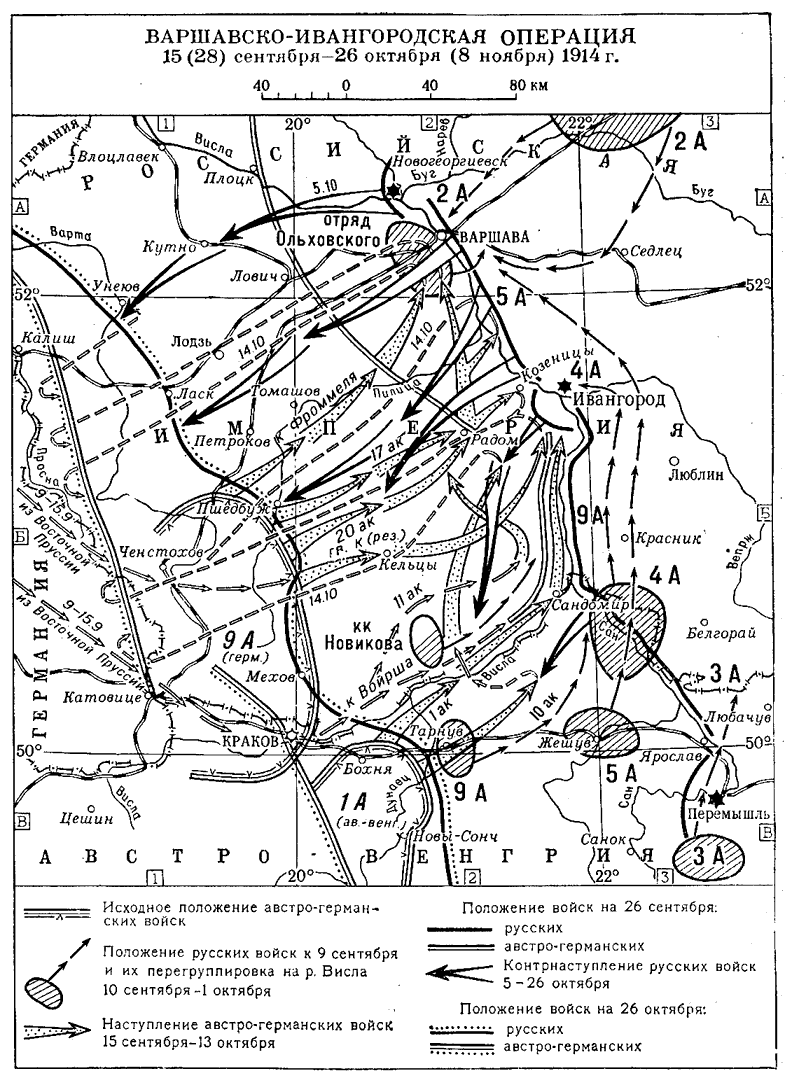
Détail dela bataille : l' Opération Varsovie-Ivangorod.

Le 11 novembre, Hindenburg est promu chef d'état-major du front de l'Est, mais on l'informe qu'il ne pourra s'attendre à recevoir des renforts en raison de l'engagement allemand sur le front de l'Ouest. Il prévoit néanmoins une frappe préventive contre les Russes dans la région de Łódź.

## Ordre de bataille

### Forces russes
Front du Nord-Ouest. Commandant en chef – Nikolaï Rouzski
Armée du Narew. commandant : General Nikolaj Pawlowitsch Bobyr
- garnison de la forteresse de Nowo-Georgijewsk : 79e division d'infanterie
- garnison de la région de Varsovie : 27e corps d'armée (général d'infanterie Dmitry Vassilievitch Balanin) 63e et 77e divisions d'infanterie
- 6e division de cavalerie, division de cavalerie du Caucase, division de cosaques de Kasnakow

2e armée russe. Commandant : Sergueï Scheideman
- Ier corps d'armée (lieutenant-général Alexander Dushkjewitsch) 22e et 24e divisions d'infanterie
- 1er corps d'armée de Sibérie (général de cavalerie Mikhaïl Plechkov (ru)) 1re et 2e divisions à pied de Sibérie
- Renforts en provenance de la 1re armée russe, 3 octobre :

2e corps d'armée (général d'infanterie Alexeï Tchourine (ru)) 26e et 43e divisions d'infanterie
23e corps d'armée (lieutenant-général Wladimir Olochow) 3e division de la Garde, une brigade de la 2e division d'infanterie, 1re brigade à pied
- Renforts en provenance de la 10e armée russe, le 8 octobre :

2e corps d'armée de Sibérie (général d'infanterie Arkadi Walentinowitsch Sytschewski) 4e et 5e divisions à pied de Sibérie
- Renforts en provenance de la 1re armée russe, le 14 octobre :

50e division d'infanterie
4e corps d'armée (général d'artillerie Eris Khan Sultan Giray Aliev (ru)) 30e et 40e divisions d'infanterie
6e corps d'armée de Sibérie (général Wasilijew) 13e et 14e divisions à pied de Sibérie
4e armée russe. Commandant : Alexeï Evert
- Corps de grenadiers (général d'artillerie Josif Mrozowski) 1re et 2e divisions de grenadiers
- 3e Corps caucasien (général d'infanterie Wladimir Alexandrowitsch Irmakow) 21e et 52e divisions d'infanterie
- 16e Corps d'armée (général d'infanterie Platon Geisman, puis à partir du 13 octobre général Vladislav Klembovski) 41e et 47e divisions d'infanterie
- Corps de cavalerie Nowikow jusqu'au 14 octobre, 5e, 8e et 14e divisions de cavalerie, brigade de cosaques de Turkestan, 4e et 5e divisions de cosaques du Don

9e armée russe. Commandant : Platon Letchitski
- Corps de la Garde (général de cavalerie Vladimir Bezobrazov (de)) 1re et 2e divisions de la Garde, brigade à pied de la Garde
- 25e corps d'armée (général d'infanterie Alexandre Ragoza) 3e division de grenadiers et 46e division d'infanterie
- 18e corps d'armée (général de cavalerie Nikolaj Krusenstern) 23e et 37e divisions d'infanterie
- 14e corps d'armée (général d'infanterie Hippolyt Woyshin-Murdas) 18e et 45e divisions d'infanterie, 2e brigade à pied
- 13e division de cavalerie, brigade de uhlans gardes-du-corps (général Carl Gustaf Emil Mannerheim), division des cosaques de l'Oural

5e armée russe. Commandant : Pavel von Plehve
- 5e corps d'armée (général de cavalerie Alexander Litvinov (en)) 7e et 10e divisions d'infanterie
- 19e corps d'armée (général d'infanterie Vladimir Gorbatovsky (en)) 17e et 38e divisions d'infanterie
- 17e corps d'armée (général d'infanterie Pjotr Jakowlew) 3e et 35e divisions d'infanterie

### Forces des Empires centraux
IXe armée allemande. Commandant : Paul von Hindenburg
- XVIIe Corps d'armée (general der kavalerie August von Mackensen), 35e et 36e divisions d'infanterie.
- XXe Corps d'armée (general der artillerie Friedrich von Scholtz), 37e et 41e divisions d'infanterie
- Corps de réserve de la Garde (general der artillerie Max von Gallwitz), 3e division de la Garde et 1re division de réserve de la Garde
- XIe Corps d'armée (General der Infanterie Otto von Plüskow), 22e et 38e divisions d'infanterie
- Corps de Landwehr (generaloberst Remus von Woyrsch), 3e et 4e divisions de Landwehr (en)
- Corps combiné Frommel, 35e division de réserve, 8e division de cavalerie, 18e division de Landwehr (en), 21e brigade de Landsturm

Ire armée austro-hongroise. Commandant : Viktor von Dankl
- Ier Corps d'armée (général Karl von Kirchbach auf Lauterbach), 5e et 12e divisions d'infanterie, 46e division de Landwehr, 35e brigade de Landsturm, légion polonaise
- Ve Corps d'armée (général Paul Puhallo von Brlog (de)), 14e et 33e divisions d'infanterie, 1re brigade de Landsturm
- Xe Corps d'armée (général Hugo von Meixner), 2e et 24e divisions d'infanterie, 45e division de Landsturm
- Corps de cavalerie Korda (général Korda), 3e et 8e divisions de cavalerie

- renforts austro-hongrois en octobre :

37e division d'infanterie hongroise, 106e division de Landsturm
100e, 101e et 110e brigades de Landsturm
43e division de Landwehr, 9e et 11e divisions de cavalerie